# James Dyson
Sir James Dyson, Komandér Řádu britského impéria (CBE) (* 2. května 1947) je britský vynálezce, průmyslový návrhář a zakladatel společnosti Dyson. Nejvíce známým se stal díky svému vynálezu cyklonového bezsáčkového vysavače, který funguje na principu cyklonové separace nečistot. Podle žebříčku nejbohatších osob v roce 2013 publikovaného týdeníkem Sunday Times, dosáhlo jeho čisté jmění v roce 2013 hodnoty 3 miliard britských liber.

## Mládí
James Dyson se narodil ve městě Cromer v anglickém hrabství Norfolk jako jedno ze tří dětí. V letech 1956 až 1965, poté, co jeho otec zemřel na rakovinu, navštěvoval James internátní školu Gresham's School ve městě Holt v hrabství Norfolk. Vynikal zde v běhu na dlouhé vzdálenosti: „Byl jsem v tom celkem dobrý. Ne, že bych byl nějak obzvlášť fyzicky zdatný, ale proto, že jsem měl víc vůle a odhodlání. Běhání na dlouhé vzdálenosti posílilo mojí schopnost vytrvalosti a odhodlání.“ Jeden rok (1965–1966) navštěvoval uměleckou školu Byam Shaw School of Art, potom studoval obor nábytek a bytová architektura na škole Royal College of Art (1966–1970). Pak se však začal plně věnovat studiu techniky.

### První vynálezy
V roce 1970, během svého studia na Royal College of Art, spolupracoval James Dyson na návrhu tzv. Sea Truck (speciálního vyloďovacího plavidla). Jeho první vlastní vynález, kolečko s koulí, bylo upravenou verzí kolečka, které však namísto kola využívalo k jízdě kouli. Tento vynález se objevil v pořadu britské televize BBC Svět zítřka (Tomorrow's World). Dyson rozvinul původní myšlenku koule, kterou ho inspiroval jeho bratr, a vynalezl tzv. Trolleyball, vozík vypouštějící čluny na vodu. Poté navrhl tzv. kolový člun, který se mohl pohybovat rychlostí až 64 km/h po souši i na vodě.

#### Vysavače

##### Vysavač Dyson DC07
Ke konci 70. let napadlo Jamese Dysona použít cyklonovou separaci částic ve vysavači, který by pak neztrácel sací výkon s přibývajícím množstvím vysátých nečistot. Nebyl spokojen se svým vysavačem Hoover Junior, který ztrácel sací výkon s tím, jak jemný prach ucpával póry jeho sáčku. Myšlenkou cyklonové separace se inspiroval v technické místnosti pro povrchovou úpravu ve své továrně na výrobu koleček s koulí, kde byl používán vzduchový filtr na tomto principu.

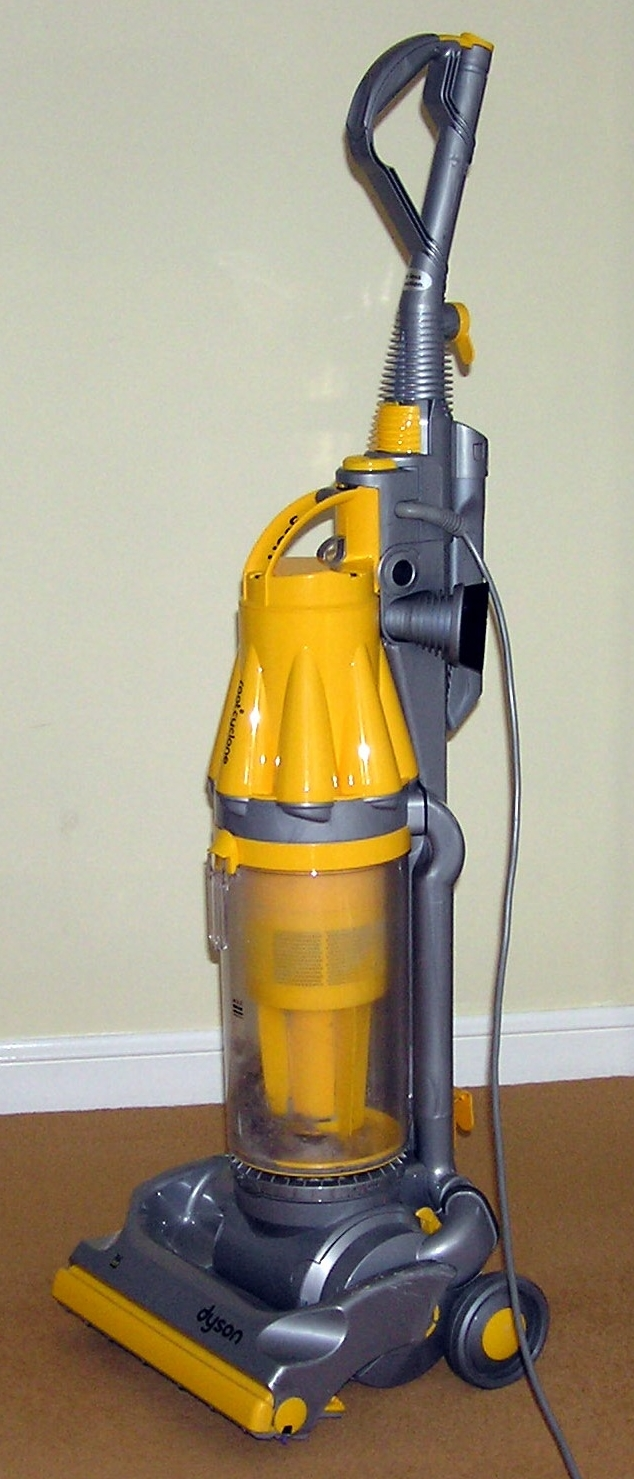
Vysavač Dyson DC07

V roce 1983, po pěti letech výroby prototypů, kdy byl částečně podporován učitelským příjmem své ženy, představil vysavač „G-Force“. Žádný z výrobců ani distributorů ve Velké Británii však neměl o tento výrobek zájem, protože představoval hrozbu pro lukrativní trh s náhradními sáčky do vysavačů. Z toho důvodu jej Dyson uvedl na trh v Japonsku, a to prostřednictvím katalogového prodeje. Byl vyráběn v sytě růžové barvě a prodával se za (v přepočtu) 2 000 britských liber. V roce 1991 vyhrál tento výrobek v Japonsku mezinárodní cenu Design Fair. První americký patent na svůj koncept získal Dyson v roce 1986 (U.S. Patent 4,593,429).
Poté, co neuspěl ve snaze prodat svůj vynález předním výrobcům, založil James Dyson svou vlastní výrobní společnost, kterou nazval Dyson Ltd. V červnu 1993 otevřel výzkumné centrum a výrobní závod v Malmesbury v anglickém hrabství Wiltshire.
Průlom na britský trh se podařil po více než 10 letech od původní myšlenky díky televizní reklamní kampani, ve které bylo zdůrazňováno, že (na rozdíl od většiny konkurenčních výrobků) vysavače Dyson nevyžadují neustálé dokupování náhradních sáčků. V té době byla hodnota trhu s náhradními jednorázovými sáčky do vysavačů 100 milionů britských liber. Slogan „řekněte sáčkům sbohem“ se ukázal být pro veřejnost přitažlivější, než původně zdůrazňovaná účinnost sacího výkonu této technologie. Předchozí významnou změnou na poli konstrukce vysavačů v Británii bylo paradoxně představení sáčku na jedno použití. Vymoženost, za kterou si byli uživatelé připraveni připlatit. Vysavače Dyson Dual Cyclone (s dvojitým cyklonovým separátorem) se staly nejprodávanějšími vysavači a překonaly i modely některých společností, které původně tuto myšlenky odmítly. Staly se také jednou z nejpopulárnějších britských značek. Na začátku roku 2005 se vysavače Dyson staly taktéž nejprodávanějšími vysavači ve Spojených státech z hlediska hodnoty tržeb (nikoli však v počtech prodaných kusů).
Po úspěšném nástupu této technologie začali i další výrobci uvádět na trh své vlastní vysavače na principu cyklonové separace nečistot. Společnost Dyson zažalovala společnost Hoover UK za porušení patentového práva a získala zhruba 5 milionů liber jako odškodné.
Vysoce kontroverzním a tvrdě kritizovaným krokem byl přesun výroby z Anglie do Malajsie, ke kterému došlo z ekonomických důvodů, ale také v souvislosti s obtížemi při získávání pozemků pro rozšíření provozu. Jeho následkem se v roce 2002 ocitlo 800 zaměstnanců bez práce. Ústředí společnosti a výzkumné centrum zůstává nadále v Malmesbury. Dyson později uvedl, že díky úsporám na nákladech souvisejících s převodem výroby do Malajsie byl schopen zainvestovat do střediska výzkumu a vývoje v Malmesbury, avšak další propouštění bylo ohlášeno v Malmesbury v roce 2008.
V roce 2005 začlenil Dyson svou původní myšlenku pojezdové koule (pocházející z jeho vynálezu kolečka s koulí) do konstrukce vysavačů a vznikla technologie pojezdové koule Dyson Ball, jejímž cílem bylo dosažení lepší manévrovatelnosti vysavačů.

### Nedávné vynálezy
V roce 2000 rozšířila společnost Dyson škálu svých výrobků o pračky, které se nazývaly ContraRotator a vyznačovaly se dvěma bubny otáčejícími se v proti sobě jdoucím směru. Tyto pračky se též vyznačovaly pestrými barvami, typickými pro výrobky Dyson, a lišily se tak od tradičního barevného provedení (bílá, šedá, černá) používaného většinou ostatních výrobců. Tento spotřebič však nezaznamenal komerční úspěch a přestal se vyrábět.
V roce 2002 vytvořila společnost Dyson optickou iluzi na základě litografie nizozemského umělce M. C. Eschera. Po roce práce se podařilo inženýru Dereku Phillipsovi vytvořit vodní skulpturu, ve které voda jakoby proudila směrem nahoru. Voda zdánlivě stoupá až na horní okraj každé ze čtyř ramp uspořádaných do čtverce, odkud se pak kaskádou spustí na spodní stranu následující rampy. Tento výtvor nazvaný Obrácená zahrada byl vystaven na zahradnickém veletrhu Chelsea Flower Show v roce 2003. Této optické iluze je dosaženo tím, že voda obsahující vzduchové bubliny je pumpována skrz komoru umístěnou pod platformami z průhledného skla do štěrbiny umístěné na vrchní straně instalace, ze které se kaskádovitě spouští dolů. Tím vzniká iluze vody proudící nahoru. Ve skutečnosti však malé množství vody odvedené od horní štěrbiny proudí v tenké vrstvě po rampách směrem dolů.
V říjnu 2006 uvedla společnost Dyson na trh výrobek nazvaný Dyson Airblade – rychlosušič rukou.

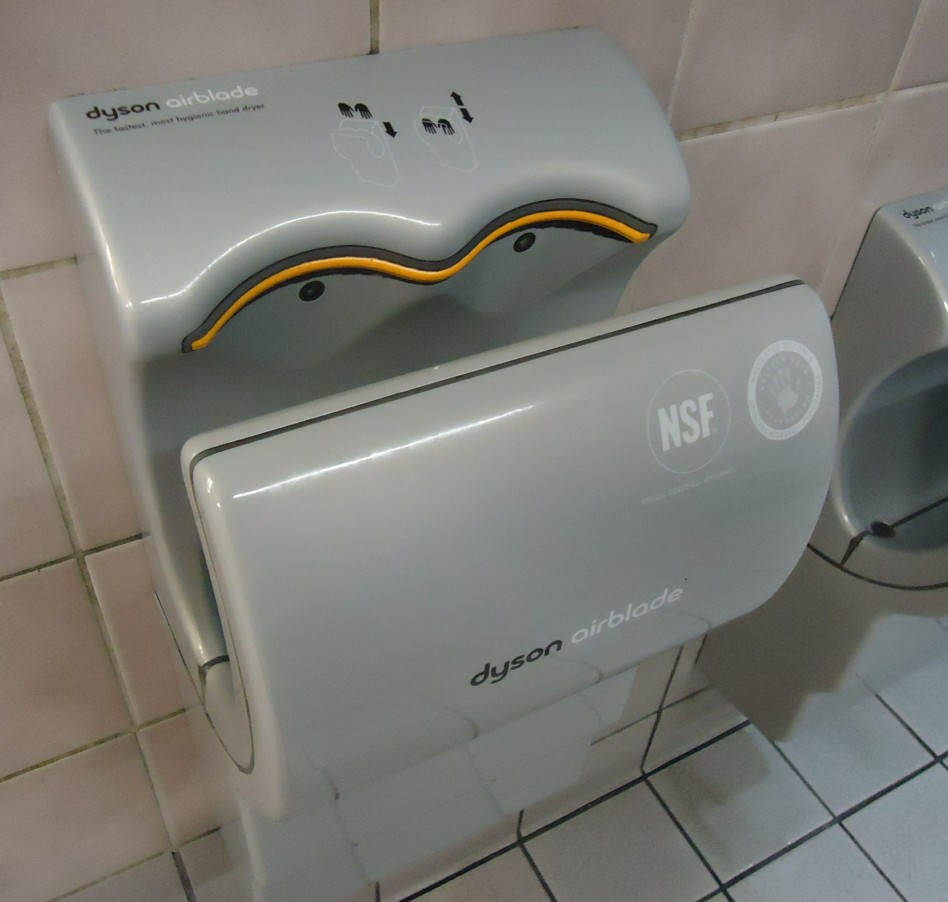
Osoušeč rukou Dyson Airblade

Nejnovějším přírůstkem do rodiny výrobků Dyson je ventilátor bez vnějších oběžných lopatek, který byl nazván Air Multiplier.

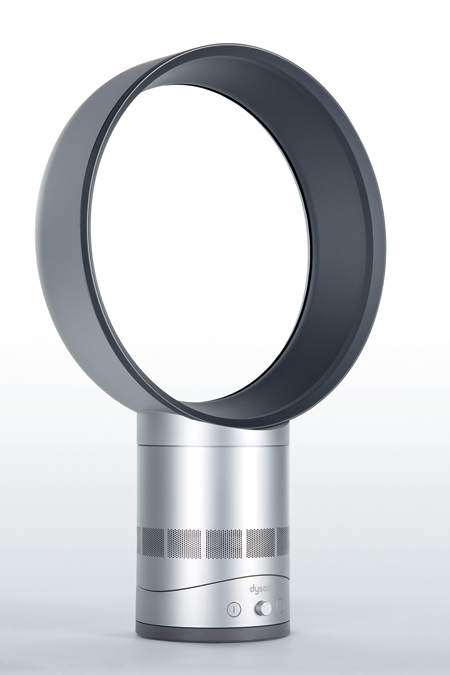
Bezlopatkový ventilátor Air Multiplier

## Evropská jednotná měna
James Dyson dlouhodobě podporuje myšlenku jednotné evropské měny a byl jedním z předsedů představenstva a generálních ředitelů 20 tzv. FTSE 100 společností (sto britských společností s nejvyšší tržní kapitalizací), kteří podepsali prohlášení zveřejněné v deníku Financial Times v roce 1998, ve kterém vyzývají britskou vládu, aby se Británie co nejdříve stala členem Eurozóny. Tvrdil, že nepřijetí eura by vedlo k likvidaci britské výrobní základny, a dále uvedl: „Nejde o to, že pracovní příležitosti by zmizely hned zítra, spíše se budou pozvolna vytrácet v delším časovém horizontu. Británie tak časem ztratí svou pozici země se silnou výrobní tradicí. Ministři by si měli uvědomit, že čím déle budeme s přijetím eura otálet, tím větší budou ztráty a může se stát, že již pak nebude co zachraňovat.“
V únoru 2000 James Dyson prohlásil, že silná libra snižuje zisky jeho společnosti z vývozu do Francie a Německa a pohrozil, že se v reakci na nepřijetí eura ze strany britské vlády více zaměří na nově budovaný závod v Malajsii na úkor stávajícího závodu v Malmesbury. V této souvislosti uvedl: „Během následujících dvou let očekáváme zdvojení kapacit. Bavíme se zde o investici ve výši 100 milionů liber a až 2 000 pracovních místech. Rád bych tuto investici učinil ve Velké Británii. Avšak zdá se, že to nebude možné. Současná hodnota libry znamená, že na domácím trhu těžce bojujeme s levným importem z Evropy a Asie. Každý rok vyvážíme do Francie a Německa zboží v hodnotě kolem 40 milionů liber, avšak nevyděláváme na něm. Pokud bychom přijali euro, byli bychom na stejné startovní čáře s našimi největšími obchodními partnery.“ Úvodní článek deníku The Times na toto prohlášení reagoval takto: „Pan Dyson, výrobní obdoba Sira Richarda Bransona, si rád stěžuje. Včera si stěžoval, že britské nepřijetí eura a vysoká hodnota britské libry ho donutí převést výrobu jinam. Minulý týden naopak svaloval vinu na ceny pozemků a odklady v procesu územního plánování v hrabství Wiltshire. Nu což. Kam ale přesune výrobu? Do Portugalska, Itálie nebo do Polska - kandidátské země členství v EU? Nikoliv. Pan Dyson hrozí odchodem do Asie. Stejně tak jako mnoho jiných podnikatelů, i on touží po levné měně, nízkých úrokových sazbách, ale zároveň nízké inflaci, nízkých mzdách, pružném pracovním trhu a nízké míře regulace. V Eurozóně však kombinaci těchto faktorů nenalezne.“ Norman Tebbit, bývalý britský ministr obchodu a průmyslu, motivy Jamese Dysona také zpochybnil a uvedl: „Nejde mi do hlavy, proč takový euro-nadšenec jako je pan Dyson neuvažuje o založení nového výrobního závodu v Evropě, pokud jej tedy nemůže mít v Británii.“
V listopadu 2000 James Dyson znovu pohrozil přesunem výroby do ciziny a uvedl: „Nepřijetí eura je pro Británii sebevražedným rozhodnutím. Proč máme prodělávat na vývozu? Dochází tu k nerovné soutěži.“ V únoru 2002 James Dyson oznámil, že s konečnou platností převádí výrobu do Asie a připustil, že „hnací silou“ je finanční aspekt. Mzdy v Asii jsou v porovnání s těmi britskými poloviční. Výroba jednoho vysavače vyjde o 30 % levněji. Roger Lyons, generální tajemník svazu výrobců Amicus, uvedl: „Dyson podvedl 800 zaměstnanců, jejichž pracovní místa byla vyvezena do zahraničí, a stovky dalších osob zaměstnaných ve společnostech dodavatelského řetězce této výroby. Podvedl britský výrobní sektor a britské spotřebitele, díky kterým se on i jeho výrobky dostali až tam, kde nyní jsou.“

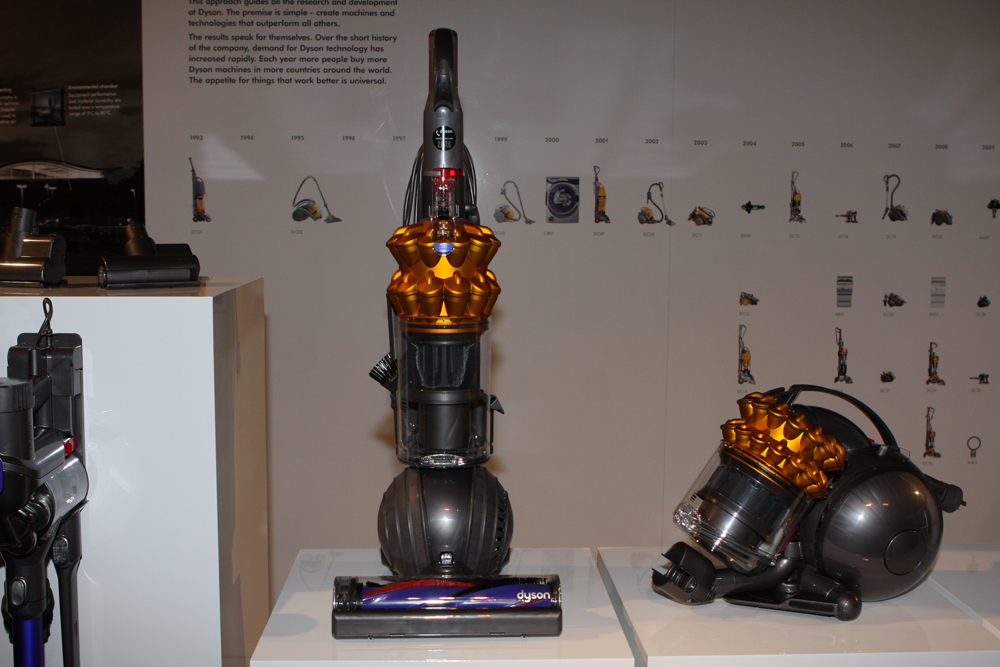
Vysavače Dyson s technologií cyklonové separace a pojezdovou koulí Dyson Ball

## Osobní život a mimopodnikatelské aktivity
James Dyson se oženil s Deirdre Hindmarsh v roce 1968. Mají spolu tři děti, jejichž jména jsou: Emily, Jacob a Sam.
James Dyson zaplatil 15 milionů liber za sídlo Dodington Park, 300akrovou (1,2 km²) usedlost v Georgiánském stylu v hrabství Gloucestershire, nedaleko města Chipping Sodbury. Spolu se svou ženou vlastní zámek ve Francii v hodnotě 3 miliony liber a dům v městské části Londýna Chelsea. Jeho loď Nahlin je se svými 91 metry největší super jachtou v britském vlastnictví a v průzkumu z roku 2013, jehož cílem bylo identifikovat 100 největších jachet, se umístila na 36. místě.
James Dyson byl předsedou správní rady Muzea designu, „prvního muzea na světě, které ukazovalo proces navrhování a designu vyráběných předmětů.“ V září 2004 však neočekávaně rezignoval, k čemuž uvedl, že muzeum se stalo „výkladní skříní stylu“ namísto toho, aby se drželo své původní mise, kterou byla podpora vážně míněného návrhářství a designu vyráběných předmětů.

### Nadace Jamese Dysona
James Dyson založil tuto nadaci v roce 2002 ve snaze podpořit vzdělávací obory související s designem, návrhářstvím a inženýrstvím. Cílem nadace je přivést mladé lidi ke studiu technických oborů, podpořit je v kreativním myšlení a ukázat, že dělat chyby je přirozené. Nadace podporuje školy zejména v hrabství Wiltshire a zdravotnický a vědecký výzkum v partnerství s charitativními organizacemi. Svého cíle dosahuje také financováním netradičních zdrojů, jako jsou například tzv. „Vzdělávací balíčky“ – balíčky se vzdělávacími pomůckami určenými pro školy. Nadace je bezplatně zapůjčuje školám po dobu 4 týdnů. Jsou vhodné pro vzdělávací fázi Key Stage 4 (tj. studenti ve věku 14 – 16 let) a výše, lze je používat i na univerzitách. Vzdělávací balíček umožňuje studentům rozebrat a prozkoumat teleskopický vysavač Dyson DC22. Navíc si škola může ponechat učitelský balíček Nadace Jamese Dysona, plakáty související s designem a inženýrstvím a kopii pořadu Britští Géniové ze seriálu televizní stanice Channel 4, ve kterém je představen James Dyson. K dispozici jsou i jiné zdroje.
Nadace také podporuje mladé návrháře udílením ceny Jamese Dysona. Jedná se o mezinárodní cenu za design, která "oslavuje, podporuje a inspiruje budoucí generace designérů a konstruktérů." Tuto cenu uděluje a řídí Nadace Jamese Dysona a je určena pro absolventy (nebo čerstvé absolventy) oborů designu, návrhářství, průmyslového designu a inženýrství.

## Ocenění a pocty
V roce 1996, při novoročním udělování cen Řádu britského impéria byl jmenován Komandérem Řádu britského impéria (CBE). V roce 1997 získal James Dyson cenu Prince Filipa za Design. V roce 2000 získal cenu Lorda Lloyda z Kilgerran. V roce 2000 získal čestný titul (doktorát v oboru inženýring), který mu udělila univerzita the University of Bath. V roce 2005 byl zvolen členem Britské královské inženýrské akademie. V roce 2007, při novoročním udělování cen Britského impéria byl poctěn titulem Knight Bachelor (rytíř). Od roku 2011 je děkanem Britské královské akademie umění.

## Autobiografie
- Dyson, James; Giles Coren (1997). Nepřízni navzdory. Autobiografie. (Against The Odds: An Autobiography.) ISBN 0-7528-0981-4